# Michel Gentile
 Michel Gentile (* um 1970) ist ein US-amerikanischer Jazzmusiker (Flöten (Sopran-, Alt- und Bassflöte), Komposition).

## Leben und Wirken
Gentile begann in den 1990er-Jahren während seines Studiums in der Jazzszene der Ostküste zu arbeiten. Er erhielt seinen Master of Music mit Auszeichnung am New England Conservatory of Music, wo er bei Jimmy Giuffre, Dave Holland, Geri Allen, Mick Goodrick und George Garzone studiert hatte. Erste Aufnahmen im Jazz entstanden 1993 in Massachusetts mit der Rob Levit Group (Singularity, mit Dave Ballou, Bob Nieske, George Schuller). Im Laufe seiner Karriere wirkte er bei Aufnahmen u. a. von Ray Charles, Jeff Song, Anthony Braxton, Dave Kikoski, Rob Brown, Bobby Previte, Jane Ira Bloom, Michael Formanek und dem Adam Rudolph Go: Organic Orchestra mit; außerdem trat er mit Joe Lovano, Dave Liebman, Fred Hersch, Kurt Rosenwinkel, Joseph Jarman, Yusef Lateef und vielen anderen auf.
Gentile ist weiterhin langjähriges Mitglied von WORKS, arbeitet im Duo Gentile-Romano und leitet auch eigene Gruppen, insbesondere das Quintett Flow. Des Weiteren kuratierte er die Veranstaltungsreihe Me, Myself and Eye in der 440 Gallery und komponiert für Tanz, Theater, Film, Funk und Fernsehen. 2022 arbeitet er mit einem Trio mit Michael Formanaek und Vinnie Sperrazza. Im Bereich des Jazz war er laut Tom Lord zwischen 1993 und 2020 an 18 Aufnahmesessions beteiligt. Das Down Beat Magazine kürte sein Album Works (2013) zu einem der besten Alben des Jahres.
Gentile unterrichtet seit den 1980er-Jahren an öffentlichen Schulen und arbeitet mit Vorschulkindern mit besonderen Bedürfnissen.

## Diskographische Hinweise
- Denominators: Red Balloon (2005), mit Nate Radley, Roland Schneider
- Michael Gentile/Tony Romano: Rock, Paper, Scissors